# Matías Ramírez Pascal
Matías Felipe Ramírez Pascal (San Bernardo, 14 de noviembre de 1984) es un abogado y político chileno, militante del Partido Comunista de Chile (PCCh). Desde marzo de 2022 ejerce como diputado por el 2° Distrito, Región de Tarapacá, periodo 2022-2026. Anteriormente fue concejal de la Municipalidad de Iquique, en el periodo 2016-2021.

## Biografía
Cursó la enseñanza media en el Colegio Cambridge Academy de Iquique, del que egresó en 2002. Posteriormente, ingresó a la Carrera de Derecho en la Universidad Arturo Prat de Iquique, donde se licenció en Ciencias Jurídicas. Juró como abogado el 28 de junio de 2013.
Tras titularse de abogado se dedicó al ejercicio libre de su profesión y a la actividad política.
Inicia su trayectoria política como dirigente y presidente de la Federación de Estudiantes de la Universidad de Arturo Prat, Iquique, (FEUNAP), desde donde luchó contra el Crédito con Aval del Estado (CAE) y la privatización de la educación pública.
En las elecciones municipales de 2016, presentó su candidatura a Concejal, Municipalidad de Iquique, en calidad de independiente, en la lista Nueva Mayoría por Chile, siendo electo con 1398 votos, correspondientes al 3,23% del total de los sufragios válidos. Al terminar su periodo, participa como candidato a Alcalde de la Municipalidad de Iquique, en representación del Partido Comunista de Chile, dentro del pacto electoral Chile Digno, Verde y Soberano. En las elecciones del 15 y 16 de mayo de 2021, obtuvo 13 529 votos, equivalentes al 22.12% del total de los sufragios, sin ser electo.
En agosto de 2021, inscribió su candidatura a la Cámara de Diputadas y Diputados, en representación del Partido Comunista de Chile, pacto Apruebo Dignidad, por el 2° Distrito, comunas de Alto Hospicio, Camiña, Iquique, Huara, Colchane, Pozo Almonte, y Pica, Región de Tarapacá, periodo 2022-2026. En las elecciones realizadas el 21 de noviembre, fue electo con 9897 votos, equivalentes al 9,88% el total de los sufragios válidamente emitidos. Asumió el cargo el 11 de marzo del 2022. Actualmente preside la comisión permanente de Pesca, Acuicultura e Intereses Marítimos e integra las comisiones de Gobierno Interior, Nacionalidad, Ciudadanía y Regionalización y Ética y transparencia.

## Historial electoral

### Elecciones Municipales de 2016
- Elecciones municipales de 2016 para el concejo municipal de Iquique[9][10]

(Se consideran solo los candidatos que resultaron elegidos para el Concejo Municipal)
| Candidato                   | Pacto         | Partido | Votos | %     | Resultado |
| --------------------------- | ------------- | ------- | ----- | ----- | --------- |
| Guillermo Cajeas Valenzuela | Nueva Mayoría | IND     | 5533  | 12,83 | Concejal  |
| Matías Ramírez Pascal       | Nueva Mayoría | IND     | 1398  | 3,23  | Concejal  |
| Octavio López Ávalos        | Nueva Mayoría | IND     | 828   | 1,91  | Concejal  |
| Mitchel Cartes Tamayo       | Nueva Mayoría | PS      | 1051  | 2,44  | Concejal  |
| Arsenio Lozano Vidal        | Nueva Mayoría | PRSD    | 1621  | 3,75  | Concejal  |
| Felipe Arenas Lama          | Chile Vamos   | IND-UDI | 4377  | 10,10 | Concejal  |
| Juan Lima Montero           | Chile Vamos   | UDI     | 1942  | 4,54  | Concejal  |
| Claudia Yáñez Muñoz         | Chile Vamos   | UDI     | 520   | 1,18  | Concejala |
| Daniel Solari Vega          | Chile Vamos   | IND-RN  | 1657  | 3,81  | Concejal  |
| Domingo Campodónico Saluzzi | Chile Vamos   | RN      | 949   | 2,18  | Concejal  |

### Elecciones Municipales de 2021
- Elecciones municipales de 2021 para Alcalde de Iquique.[11]

| Candidato                   | Pacto                         | Partido | Votos  | %     | Resultado |
| --------------------------- | ----------------------------- | ------- | ------ | ----- | --------- |
| Mauricio Soria Macchiavello | Unidad por el Apruebo         | IND     | 28 346 | 46,34 | Alcalde   |
| Matías Ramírez Pascal       | Chile Digno, Verde y Soberano | PCCh    | 13 529 | 22,12 |           |
| Daniela Solari Vega         | Chile Vamos                   | IND     | 12 513 | 20,46 |           |
| Francisco Alcayaga Motta    | Ecologistas e Independientes  | IND     | 6784   | 11,09 |           |

### Elecciones parlamentarias de 2021
- Elecciones parlamentarias de 2021  a Diputado por el distrito 2 (Alto Hospicio, Camiña, Colchane, Huara, Iquique, Pica y Pozo Almonte)[12]

| Candidato                   | Pacto                   | Partido | Votos  | %     | Resultado |
| --------------------------- | ----------------------- | ------- | ------ | ----- | --------- |
| Renzo Trisotti Martínez     | Chile Podemos Más       | UDI     | 11 079 | 11.06 | Diputado  |
| Ramón Galleguillos Castillo | Chile Podemos Más       | RN      | 10 002 | 9.99  |           |
| Leonardo Solari Alcota      | Frente Social Cristiano | PRCh    | 9902   | 9.89  |           |
| Matías Ramírez Pascal       | Apruebo Dignidad        | PCCh    | 9892   | 9.88  | Diputado  |
| Denisse Gallegos Castro     | Partido de la Gente     | PDG     | 8075   | 8.66  |           |
| Danisa Astudillo Peiretti   | Nuevo Pacto Social      | PS      | 7562   | 7.55  | Diputada  |
| Enzo Morales Norambuena     | Apruebo Dignidad        | ILAR    | 7584   | 7.57  |           |
| Marco Pérez Barría          | Nuevo Pacto Social      | ILAH    | 6730   | 6.72  |           |